# Avenida Salvador María del Carril
La avenida Salvador María del Carril es una arteria urbana de la Ciudad de Buenos Aires

## Recorrido
La avenida nace en la Avenida de los Constituyentes, en el límite de los barrios de Villa Pueyrredón, Agronomía, Villa Urquiza y Parque Chas, siendo una extensión de la calle La Pampa.
Cruza las vías del Ferrocarril Urquiza a la altura de la Estación El Libertador y el cruce con la Avenida San Martín; y luego cruza el Ferrocarril San Martín en inmediaciones de la Estación Devoto. Finaliza en la Avenida General Paz.

## Toponimia
Toma el nombre de Salvador María del Carril, quien fuera un jurista y político argentino, constituyente de 1853.

## Cruces importantes y lugares de referencia

### Villa Pueyrredón (2100-3300)
- 2100: Avenida de los Constituyentes - calle La Pampa
- 2900: Avenida Nazca
- 3000: calle Argerich - Plaza Martín Rodríguez

### Villa Devoto (3300-5250)
- 3350: Avenida San Martín - Viaducto El Libertador - Estación El Libertador del FC General Urquiza - Paradas Solano López y Cubas del Metrobús San Martín
- 3399: Calle Gutenberg norte - Tramo interrumpido por el FC General Urquiza
- 3400: Calles Llavallol y Gutenberg Sur - Inicio de Bulevar
- 3900: Calle Bahía Blanca - Avenida Lincoln - Avenida Fernández de Enciso - Hospital Zubizarreta - Plaza Arenales - Tramo interrumpido por esta última
- 4400: Avenida Segurola - Estación Devoto del FC General San Martín - Inicio de tramo de tierra
- 4450: Calle Ricardo Gutiérrez norte - Tramo interrumpido por el FC General San Martín - Fin de tramo de tierra
- 4900: Avenida Lastra
- 5250: Avenida General Paz

- Datos: Q5714060